# 达默 (下萨克森州)
达默（德語：Damme，發音：[ˈdamə] ⓘ）是德国下萨克森州费希塔县的城市，位于迪默湖畔，面积104.39平方千米，2023年12月31日人口为17,686人。